# Nagypirit
Nagypirit è un comune dell'Ungheria di 241 abitanti (dati 2022). È situato nella contea di Veszprém. 

## Storia
La prima menzione documentata di Nagypirit risale al 1372, con il nome di "Pered".